# Южно-Сибирская магистраль
Южно-Сибирская железнодорожная магистраль — частично электрифицированная железнодорожная линия широкой колеи с шириной колеи 1520 мм в России и Казахстане. Маршрут является частью Транссибирской железнодорожной сети.
Южно-Сибирская железная дорога проходит из Магнитогорска через Карталы, Тобол, Есиль, Астану, Ерейментау (Ерментау), Экибастуз, Павлодар, Кулунду, Барнаул, Артышту, Полосухино, Томусинскую, Абакан, Саянскую в Тайшет. Там она соединяется с Байкало-Амурской магистралью (БАМ).
Её длина составляет более 3000 километров. Она связана с Транссибирской магистралью несколькими соединительными ветками. Маршрут пересекает районы с богатыми минеральными и сельскохозяйственными ресурсами: Южный Урал, Казахское Зауралье, целинные земли Центрального и Северо-Восточного Казахстана, Алтай, Кузбасс, Саяны, Хакасию и Среднюю Ангару.

## История
Маршрут был построен Советским Союзом между 1926 и 1966 годами. Это был маршрут обеспечения освоения Целины, Сибири и Дальнего Востока, военно-стратегический маршрут и маршрут дублирования Транссибирской магистрали.
После распада Советского Союза в 1991 году Казахстан стал независимым государством. Созданная таможенная граница (отменённая в 2011 году), общий экономический спад в этот период значительно сократили грузопотоки.

## Маршрут
Маршрут Южно-Сибирской магистрали проходит по территории России и Северного Казахстана. Начинается магистраль в городе Магнитогорске. Через Карталы, идёт на восток, пересекает границу России и Казахстана. Здесь дорога пролегает на юго-восток, к Астане, а дальше поворачивает на северо-восток, к Ерейментау. Через Экибастуз магистраль следует на восток, в Павлодар, к российско-казахстанской границе. Затем, через Кулунду, Барнаул, где дорога соединяется с Туркестано-Сибирской магистралью (Турксибом) и пересекает крупнейшую реку на своём пути — Обь, и Артышту, проходит Новокузнецк. Пройдя Томусинский железнодорожный тоннель и реку Томь, проходит в Хакасию, где от Абакана начинается «Трасса Мужества» Абакан — Тайшет. В Тайшете Южно-Сибирская магистраль примыкает к Транссибу и БАМу.

## Рекорды
На «Трассе мужества» Абакан — Тайшет находится Козинский виадук, на момент строительства он был самым высоким железнодорожным мостом в СССР. Его высота 65 метров (по другим данным — 78). Он находится на 600-м километре трассы Новокузнецк — Абакан — Тайшет на перегоне Джебь — Щетинкино, между 2-м и 3-м Джебскими тоннелями. На этом перегоне дорога дважды поворачивает на 180°, образуя S-образную петлю. Этот перегон — самый сложный по рельефу участок Южно-Сибирской магистрали и самый сложный по рельефу участок Красноярской железной дороги.
На 729 километре «Трассы мужества» расположен Манский тоннель. Его длина составляет 2487 метров, на момент постройки являлся самым протяжённым тоннелем в Азии.